# تامسون (فیلم)
«تامسون» (انگلیسی: The Thompsons) یک فیلم ویدئویی مسقل آمریکایی ترسناک محصول سال ۲۰۱۲ است.